# THAP11
THAP11 (англ. THAP domain containing 11) – білок, який кодується однойменним геном, розташованим у людей на 16-й хромосомі. Довжина поліпептидного ланцюга білка становить 314 амінокислот, а молекулярна маса — 34 455.
| 10         |  | 20         |  | 30         |  | 40         |  | 50         |
| ---------- |  | ---------- |  | ---------- |  | ---------- |  | ---------- |
| MPGFTCCVPG |  | CYNNSHRDKA |  | LHFYTFPKDA |  | ELRRLWLKNV |  | SRAGVSGCFS |
| TFQPTTGHRL |  | CSVHFQGGRK |  | TYTVRVPTIF |  | PLRGVNERKV |  | ARRPAGAAAA |
| RRRQQQQQQQ |  | QQQQQQQQQQ |  | QQQQQQQQQQ |  | QQSSPSASTA |  | QTAQLQPNLV |
| SASAAVLLTL |  | QATVDSSQAP |  | GSVQPAPITP |  | TGEDVKPIDL |  | TVQVEFAAAE |
| GAAAAAAASE |  | LQAATAGLEA |  | AECPMGPQLV |  | VVGEEGFPDT |  | GSDHSYSLSS |
| GTTEEELLRK |  | LNEQRDILAL |  | MEVKMKEMKG |  | SIRHLRLTEA |  | KLREELREKD |
| RLLAMAVIRK |  | KHGM       |  |            |  |            |  |            |

A: Аланін

C: Цистеїн

D: Аспарагінова кислота

E: Глутамінова кислота

F: Фенілаланін

G: Гліцин

H: Гістидин

I: Ізолейцин

K: Лізин

L: Лейцин

M: Метіонін

N: Аспарагін

P: Пролін

Q: Глутамін

R: Аргінін

S: Серин

T: Треонін

V: Валін

W: Триптофан

Кодований геном білок за функцією належить до репресорів. 
Задіяний у таких біологічних процесах, як транскрипція, регуляція транскрипції. 
Білок має сайт для зв'язування з іонами металів, іоном цинку, ДНК. 
Локалізований у цитоплазмі, ядрі.